# Hrvatska Football Liga 2018
La Hrvatska Football Liga 2018 è la settima edizione dell'omonimo torneo di football americano organizzato dalla HSAN.
Ha avuto inizio il 16 settembre e si è conclusa il weekend 1º-2 dicembre con due finali: quella di Zagabria (valida per il titolo croato) vinta per 16-13 dagli Zagreb Patriots sugli Split Sea Wolves e quella di Sarajevo (valida per il titolo bosniaco) vinta per 36-6 dai Sarajevo Spartans sui Tuzla Saltminers.

## Squadre partecipanti
| Club                | Città    | Stadio | Sponsor ufficiale | Risultato nella stagione 2017 |
| ------------------- | -------- | ------ | ----------------- | ----------------------------- |
| Bjelovar Greenhorns | Bjelovar |        |                   |                               |
| Sarajevo Spartans   | Sarajevo |        |                   |                               |
| Split Sea Wolves    | Spalato  |        |                   | Campioni                      |
| Tuzla Saltminers    | Tuzla    |        |                   |                               |
| Zagreb Patriots     | Zagabria |        |                   |                               |

## Stagione regolare

### Calendario

#### 1ª giornata
| Tuzla 16 settembre 2018, ore 12:30 | Tuzla Saltminers | 22 – 44 | Sarajevo Spartans | Stadion NK Rudar Bukinje |

#### 2ª giornata
| Bjelovar 23 settembre 2018, ore 15:20 | Bjelovar Greenhorns | 0 – 27 | Split Sea Wolves | Gradski stadion |

#### 3ª giornata
| Bjelovar 6 ottobre 2018 | Bjelovar Greenhorns | 16 – 6 | Tuzla Saltminers |  |

| Zagabria 7 ottobre 2018, ore 14:00 | Zagreb Patriots | 30 – 6 | Sarajevo Spartans |  |

#### 4ª giornata
| Spalato 14 ottobre 2018 | Split Sea Wolves | 9 – 20 | Zagreb Patriots |  |

#### 5ª giornata
| Bjelovar 20 ottobre 2018, ore 15:00 | Bjelovar Greenhorns | 0 – 20 (0-0 0-0 0-6 0-14) | Sarajevo Spartans | Gradski Stadion |

#### 6ª giornata
| 28 ottobre 2018 | Zagreb Patriots | 63 – 0 | Tuzla Saltminers |  |

#### 7ª giornata
| 4 novembre 2018 | Split Sea Wolves | 26 – 8 | Sarajevo Spartans |  |

#### 8ª giornata
| Bjelovar 11 novembre 2018 | Bjelovar Greenhorns | 0 – 35 (a tavolino) | Zagreb Patriots | Gradski Stadion |

#### 9ª giornata
| 18 novembre 2018 | Split Sea Wolves | 9 – 7 | Tuzla Saltminers |  |

### Classifica
La classifica della regular season è la seguente:
- PCT = percentuale di vittorie, G = partite giocate, V = partite vinte, P = partite perse, PF = punti fatti, PS = punti subiti

| Pos. | Squadra             | PCT   | G | V | P | PF  | PS  |
| ---- | ------------------- | ----- | - | - | - | --- | --- |
| 1    | Zagreb Patriots     | 1.000 | 4 | 4 | 0 | 148 | 15  |
| 2    | Split Sea Wolves    | .667  | 4 | 3 | 1 | 71  | 35  |
| 3    | Sarajevo Spartans   | .500  | 4 | 2 | 2 | 78  | 78  |
| 4    | Bjelovar Greenhorns | .250  | 4 | 1 | 3 | 16  | 88  |
| 5    | Tuzla Saltminers    | .000  | 4 | 0 | 4 | 35  | 132 |

## CroBowl VII
| Zagabria 1º dicembre 2018, ore 14:00 | Zagreb Patriots | 16 – 13 | Split Sea Wolves | Stadion Savica |

## BH Bowl I
| Sarajevo 2 dicembre 2018, ore 12:00 | Sarajevo Spartans | 36 – 6 | Tuzla Saltminers | Stadio Asim Ferhatović Hase |

## Verdetti
- Zagreb Patriots Campioni della Croazia 2018
- Sarajevo Spartans Campioni della Bosnia ed Erzegovina 2018